# Lhota Rapotina
Lhota Rapotina (en allemand : Lhota Rapotin) est une commune du district de Blansko, dans la région de Moravie-du-Sud, en Tchéquie. Sa population s'élevait à 411 habitants en 2020.

## Géographie
Lhota Rapotina est arrosée par la Svitava et se trouve à 4 km au sud-ouest de Boskovice, à 12 km au nord de Blansko, à 31 km au nord de Brno et à 172 km à l'est-sud-est de Prague.
La commune est limitée par Skalice nad Svitavou au nord-ouest, par Boskovice au nord, par Újezd u Boskovic à l'est, par Doubravice nad Svitavou et Obora au sud, et par Jabloňany à l'ouest.

## Histoire
La première mention écrite de la localité date de 1364.